# 風之谷 (電影)
《風之谷》（日语：風の谷のナウシカ）是一部由Topcraft製作，宫崎骏執導，於1984年3月11日首映的日本末日幻想奇幻動畫電影，該電影劇情根據宮崎駿於《Animage》上所連載的同名漫畫所改編。
該片由Topcraft為德間書店和博報堂製作，交由東映發行。作曲家久石讓首次與宮崎駿合作為電影譜曲。電影主要配音演員包括島本須美、松田洋治、榊原良子、納谷悟朗等人。作品描述在一個過去古文明曾遭受到毀滅的未知世界中，一位叫做「娜烏西卡」少女的冒險故事。
《風之谷》於1984年3月11日在日本上映。美國及其他市場則在1980年代中後期發行大幅剪輯的版本，名為《戰士之風》。宮崎駿對這個被剪輯的版本表示不滿，並在2005年由華特迪士尼影業推出了未剪輯、重新配音的版本來取代。雖然此部電影是在吉卜力工作室成立之前製作，但它通常被認為是吉卜力工作室的作品之一，並作為吉卜力工作室收藏DVD和藍光系列的一部分發行。自上映以來，該電影受到了極高的評價，讚譽主要集中在其故事情節、主題、角色和動畫上。除了獲得來自於《電影旬報》、每日電影獎等方面的獎項外，往後也被日本文化廳視為是最好的國產動畫之一，以及被世界自然基金會挑選為呼籲社會大眾關注環境公害、動物保育議題的作品。

## 劇情概述
很久以前，世界曾有一段發展至巔峰的「產業文明」，但是這個文明在一場被稱為「火之七日」戰爭中完全毀滅。千年後，世界被一個由菌類構成的，稱為「腐海」」的新生態系統所覆蓋。只有變種的巨型昆蟲能夠適應這個環境，而人類在巨型昆蟲（又稱王蟲）和散發瘴氣的腐海森林的威脅下，只能在邊陲的小片土地上苟延殘喘。在這樣的世界中，有個名叫「風之谷」的小王國。風之谷靠著海風的庇護免受腐海孢子的侵襲，因此得以保存原有的面貌。風之谷的國王基爾有一個善良、聰明和勇敢的女兒兼公主娜烏西卡，她擅長駕馭滑翔翼、懂得利用風來與王蟲溝通，並且希望能利用她的智慧和愛心化解人類與王蟲之間的矛盾。
某天早上，娜烏西卡像往常一樣於腐海中探險時，發現一個正在被憤怒王蟲攻擊的人。在利用閃光彈和蟲笛平息王蟲的憤怒，並將之引導回腐海森林後，娜烏西卡才發現被攻擊的人是她的劍術老師猶巴。這起事件後，她也結識了狐松鼠迪多，並與之成為朋友。
隨後，娜烏西卡告訴猶巴她父親基爾因受到腐海毒氣影響，生重病的實情。促使猶巴決定跟隨娜烏西卡回到風之谷探望基爾。風之谷的人們非常歡迎猶巴的到來。猶巴把他在各國遊歷的情況告訴基爾時，娜烏西卡聽到老婦人祖奶奶講述古老的傳說，敘說著一位身穿藍色異國衣裳、站在金色草原上的人，將帶給世界希望的傳說。
深夜，一架來自多魯美奇亞帝國的運輸機遭大批巨型昆蟲攻擊，最終墜毀在風之谷，上頭載著自培吉特市所挖掘出，過去「火之七日」戰爭中毀滅一切的生化武器「巨神兵」。在救援的過程中，娜烏西卡救出多魯美奇亞帝國的戰俘，來自培吉特市的公主拉絲黛兒，她最終傷重不治。臨終前，拉絲黛兒請求娜烏西卡燒毀飛船上的「貨物」 ，即多魯美奇亞掠奪的巨神兵。雖然娜烏西卡答應了她的請求，但在眾人忙著清理多魯美奇亞的運輸機帶來的腐海孢子之時，誰也沒注意到燒毀的機殼中倖存的一顆巨型的血色肉瘤，實際上便是巨神兵尚未完全成形的樣態。自此，風之谷捲入了為爭奪巨神兵而爆發的戰爭漩渦。
隔天早晨，在多魯美奇亞帝國的公主庫夏娜的帶領下，多魯美奇亞軍隊入侵風之谷，欲奪回巨神兵。娜烏西卡的父親基爾在混亂中被多魯美奇亞軍隊殺害，憤怒的娜烏西卡與多魯美奇亞軍隊交戰，但在猶巴的調停下，她為了人民的安全不得不停手。庫夏娜隨後決定自己驅機前往培吉特市，並以風之谷中的四位村民，與娜烏西卡作為戰俘，並將巨神兵的復活工程交給自己的參謀克羅托瓦留在風之谷進行。當晚，猶巴意外發現娜烏西卡在臥房下的密室中栽培的植物花園。她使用深層井水和井沙種植，並發現這些植物不會釋放瘴氣。娜烏西卡解釋道，腐海瘴氣瀰漫肇因土地被人類汙染，而非由當地生物所造成。
隔日，娜烏西卡接受谷中孩子採集的奇可堅果樹的果核後，與老人米特和其他三位村民跟著庫夏娜前往培吉特市。途中，多魯美奇亞軍機遭到來自培吉特市的少年，阿斯貝魯，操作的戰機復仇式襲擊，四架多魯美奇亞軍機墜毀。娜烏西卡等人逃到腐海森林湖旁，平息了湖中的王蟲群的怒氣。王蟲群受到娜烏西卡的真心，而將遭受大量昆蟲追擊的阿斯貝魯迷失在腐海的消息告訴她，娜烏西卡在告别庫夏娜等人後前往腐海深處，為了幫助阿斯貝魯逃脫而一同墜落到腐海的底部。娜烏西卡在和阿斯貝魯重逢後，得知對方其實是她之前自多魯美奇亞的軍機残骸中所救出的罹難者，拉絲黛兒，的孿生兄長。
在腐海底部，娜烏西卡發現腐海能净化污染的秘密——腐海的巨木會吸納土地的毒素，於植株內部除去毒性，使之成為結晶構造。待最終巨木凋零後，一切曾經的污染便會以純淨的結晶砂土形式，重回大地。雖然過程中會產生含劇毒的瘴氣，但被淨化後的腐海地底也因此有著乾淨的空氣和水源，而巨大的王蟲則是守護腐海的生物。回到地面後，娜烏西卡與阿斯貝魯得知，部分培吉特市的倖存者計劃以受傷的王蟲幼崽為餌，誘使王蟲群攻擊風之谷的多魯美奇亞軍隊，以便奪回「巨神兵」。一系列的爭執與衝突中，娜烏西卡雖一度被困在培吉特市的飛行貨船中，但在阿斯貝魯、其母親，與其他市民的幫助下，順利逃脫，並與猶巴、米特等人再次重逢。
因多魯美奇亞的軍隊執意復活巨神兵，使原先谷內的淨土逐漸受腐海孢子侵蝕，風之谷的居民與多魯美奇亞的軍隊產生衝突。同時，成千上萬隻憤怒的王蟲受培吉特市的人民煽動，往風之谷全速前進。庫夏娜將巨神兵帶到王蟲群面前期望徹底將牠們撲殺，但因操之過急而導致巨神兵毀滅。為拯救眾人，娜烏西卡自培吉特市的人手中救回王蟲幼蟲，希望能換取王蟲群的理解，並平息牠們的憤怒。最終，娜烏西卡在王蟲憤怒的踐踏下，犧牲自己的生命。而冷靜下來的王蟲群則透過金色的觸手，救活娜烏西卡。此情此景，正呼應風之谷古老的傳說「一位身穿藍色異國衣裳的人將降臨在金色的草原，引導人們與世界且帶來希望」。
故事最後，庫夏娜與娜烏西卡和解，帶領多魯美奇亞的軍隊離開風之谷。風之谷人民接納了培吉特市的人民，並用娜烏西卡栽培的孢子重新栽培植物和樹木。風之谷成為了人類與自然萬物和平共榮的美好世界。腐海底部，奇可堅果樹的樹芽在娜烏西卡的頭盔旁發芽。

## 登場人物

### 風之谷
娜烏西卡
配音：島本須美（日本）；許淑嬪（舊版）／賀世芳（新版）（台灣）；陳慧嫻（徐克版）（香港）；艾莉森·罗曼（美國）
風之谷的公主，風之谷族長基爾的女兒，是一名擅於感受風的動態，能夠駕馭特殊滑翔翼「凧」的御風使還具備和王蟲溝通的能力的16歲的少女。性格慈和、勇敢及聰明，很會用劍術。能夠瞭解蟲的心，非常關愛身邊的人民、蟲子與花草的生命。
基爾
配音：辻村真人（日本）；符爽（舊版）／周寧（新版）（台灣）；馬克·席佛曼（美國）
娜烏西卡之父，聲望高的風之谷族長。妻子早逝，曾擁有十一個孩子，唯獨女兒娜烏西卡安然無恙的長大成人。因為身受腐海的毒素的侵害而長年臥病在床，最後被入侵風之谷的多魯美奇亞軍給殺害。
猶巴
配音：纳谷悟朗（日本）；孫中台（舊版）／趙明哲（新版）（台灣）；黃霑（徐克版）（香港）；派崔克·史都華（美國）
教導娜烏西卡的劍術師傅，被譽為腐海的第一劍客。見識廣博富正義感。在娜烏西卡失去冷靜或陷入危機時總是能給予她幫助。
米特
配音：永井一郎（日本）；符爽（舊版）／曹冀魯（新版）（台灣）；岑建勳（徐克版）（香港）；愛德華·詹姆斯·奧莫斯（美國）
右眼覆蓋著眼罩的老者，在風之谷常帶領眾人行動，善於駕駛砲艇。
戈爾
配音：宮内幸平（日本）；符爽（舊版）／胡立成（新版）（台灣）；法蘭克·維爾克（美國）
常與米特一同行動的老人之一。
基利
配音：八奈見乘兒（日本）；孫中台（舊版）（台灣）；傑夫·本內特（美國）
常與米特一同行動的老人之一。
祖奶奶
配音：京田尚子（日本）；杜素真（舊版）／崔幗夫（新版）（台灣）；沈殿霞（徐克版）（香港）；崔絲·馬可尼爾（美國）
風之谷裡熟知古代傳說且年紀較大而盲眼的老婦人，是村中最聰明受到村民的尊敬的人物。年齡大約有100多歲，擅長用草藥來製作藥物，告訴過娜烏西卡有關猶巴的目的還有敘述「一位站在金色草原上，能夠給世界帶來希望的藍色異國衣裳的人」如此流傳傳說預言。
朵愛特
配音：吉田理保子（日本）
風之谷的婦女，剛生下自己的孩子不久後委託猶巴成為幫她的孩子取名，漫畫中與一名奈卡莉是剛成年準備要出嫁的女性。從猶巴的手上拿到位於腐海的達利亞河的寶石來裝飾自己的新娘服裝。
迪多
配音：吉田理保子（日本）
一隻是猶巴從大王蜻蜓的手中所救出的野生的耳廓狐(狐松鼠)，隨後被娜烏西卡給馴服收養，很喜歡伏在娜烏西卡的肩膀上及待在她的身旁。
古伊、卡伊
由猶巴所飼養的一對有著強力雙腳的鳥馬，經常用來載人和搬運貨物。

### 培吉特市
阿斯貝魯
配音：松田洋治（日本）；符爽（舊版）／何志威（新版）（台灣）；泰迪羅賓（徐克版）／黃文偉(洲立)（香港）；西亞·李畢福（美國）
培吉特市的王子，拉絲黛兒的雙胞胎哥哥，因家園遭多魯美奇亞王國入侵，加上妹妹拉絲黛兒被當成戰俘然後關在運送著巨神兵的運輸機中不幸遇難，因此決心向對方復仇。在伏擊庫夏娜時被娜烏西卡所救，之後與她在腐海底部發現其中的生態祕密。故事最後和培吉特市的人民留在風之谷的人民一同生活。
拉絲黛兒
配音：富永美衣奈（日本）；杜素真（舊版）／許淑嬪（新版）（台灣）；艾米丽·鲍尔（美國）
培吉特市的公主、阿斯貝魯的雙胞胎妹妹。在培吉特市因多魯美奇亞帝國的入侵成為戰俘然後被關禁在運送著巨神兵的運輸機中(疑似歷經什麼痛苦的事)，卻在多魯美奇亞軍的運輸機飛經腐海時因遭到王蟲的襲擊而墜機焚毀，雖然被娜烏西卡所救但仍然傷重不治，臨終前委託娜烏西卡將巨神兵給燒毀。
培吉特市的市長
配音：寺田誠（日本）；孫中台（舊版）／陳幼文（新版）（台灣）；馬克·漢米爾（美國）
培吉特市的市長，阿斯貝魯與拉絲黛兒的父親，當培吉特市被多魯美奇亞帝國給入侵后，不惜用王蟲等蟲群來犧牲培吉特市藉以毀滅多魯美奇亞帝國，事後打算用王蟲的幼蟲來吸引王蟲前往風之谷突擊多魯美奇亞軍隊，藉以奪取在對方手上的巨神兵作為替拉絲黛兒展開復仇的計畫。當培吉特市的飛行貨船遭受駕駛柯貝特戰艦的多魯美奇亞士兵的襲擊時打算用炸藥來反抗，卻因為猶巴的出手擊倒多魯美奇亞的士兵而停手，最終和培吉特市的人民留在風之谷的人民一同生活。
阿斯貝魯的母親
配音：坪井章子（日本）；杜素真（舊版）／陳季霞（新版）（台灣）；茱蒂·班森（美國）
培吉特市的市長的夫人，阿斯貝魯與拉絲黛兒的母親，容貌長得很像娜烏西卡自幼時早逝的母親，在娜烏西卡被關押在培吉特市的飛行貨船時協助她逃脫前往風之谷營救她的族人的善良婦人，十分諒解娜烏西卡無法去解救女兒拉絲黛兒的責任。
培吉特市的少女
配音：太田貴子（日本）
一位來自培吉特市的少女，在娜烏西卡被關押在培吉特市的飛行貨船時協助她逃脫並且跟她交換身分。

### 多魯美奇亞帝國
庫夏娜
配音：榊原良子（日本）；杜素真（舊版）／劉小芸（新版）（台灣）；袁淑珍（徐克版）（香港）；鄔瑪·舒曼（美國）
多魯美奇亞帝國的四公主，因想要奪取在培吉特市發現的巨神兵，而成為培吉特市及風之谷的侵略者。過去曾被腐海的昆蟲給弄斷左臂而裝上義肢，因此對腐海的昆蟲懷抱著敵對的態度，但後續與娜烏西卡等人接觸後開始質疑自己的想法，產生出願意試著與娜烏西卡妥協對談的念頭。
克羅托瓦
配音：家弓家正（日本）；李香生（舊版）／陳旭昇（新版）（台灣）；胡大為（徐克版）（香港）；克里斯·萨兰登（美國）
待在庫夏娜身旁卻具有試圖掌權的參謀，在得知庫夏娜疑似遭腐海昆蟲襲擊失蹤下落不明時將自己視為軍隊的領導者。

### 腐海、舊文明
王蟲
配音：布袋寅泰（將布袋的吉他彈奏聲，以後製混音方式處理）
居住在腐海裡，有著十四顆眼晴的巨大異形昆蟲，會主動出面對抗想要焚燒與破壞淨化汙染土地的腐海的人類，憤怒時眼睛會發出紅光，平靜時會發出藍光，而且還會用金色的觸鬚來溝通與療傷的特殊能力。
巨神兵
為過去文明所製造外型為巨人模樣的生物兵器，擁有強大的破壞力。故事開始在培吉特市的地底坑道中被挖掘後被多魯美奇亞軍給奪走，在運送著巨神兵的運輸機飛經腐海時因飛行艇遭到王蟲的襲擊而墜機在風之谷上，多魯美奇亞軍佔領風之谷時為了抵抗受到培吉特市的人民拿王蟲的幼蟲的挑釁因此發動攻擊的王蟲族群，因為庫夏娜啟動巨神兵的時機過於倉促導致在尚未復元完成的狀態下移動時身軀便開始出現潰爛情況。最終向王蟲大群發射幾發光束後肉體便完全碎裂瓦解。

## 製作

### 過程
於1980年代初期，宮崎駿在參與日本和美國兩方動畫公司合力將漫畫家溫瑟·麥凱創作的連環漫畫《小尼莫》給改編成電影動畫的專案時，內心認為《小尼莫》是屬於各篇幅劇情獨立的短篇漫畫，有著不容易製作成長篇動畫作品的問題，而開始自行摸索創作故事。之後宮崎駿曾想出一篇名叫《食屍鬼的王女娜烏西卡》作品，內容上是受到英國作家J·R·R·托爾金撰寫的奇幻小說作品裡所提及到哥布林之類的奇幻生物所啓發，劇情方面是描述一位帶領著常受被眾人歧視的食屍鬼民族、名叫娜烏西卡的王女的故事；以及一篇《土龍與庫夏娜》，講述著一名平時與巨大土龍共同生活、名叫庫夏娜的少女的作品。
在同一時期，出版社德間書店正有著想整合影像、音樂等文化媒體作品的營運方針，當時宮崎駿的工作夥伴且身任動漫雜誌《Animage》副編輯長的鈴木敏夫，便建議他提出一份能創作成電影動畫的企劃書。因先前的《小尼莫》改編動畫一事遲遲未有進度發展，宮崎駿便重新構思一篇以日本古代神話為背景，內容有著各種鎧甲武者、幻想飛天機器的《戰國魔城》來作為提案。但《戰國魔城》最後被德間書店一方高層以「用沒有原作的題材拍出來的動畫，缺乏足夠的賣點吸引觀眾入場」的理由給回退。
得知被回退的理由後，宮崎駿便在《Animage》動畫雜誌上開始創作一份原作漫畫。而連載的漫畫內容也從原先以日本傳統故事為背影的作品，改成以末世界為舞台的《風之谷》。
創作《風之谷》後沒多久，宮崎駿內心覺得如果是依據為了要拍影片的前提來創作這份漫畫，對於該漫畫本身是很失敬的事，便想專心畫好漫畫後再談拍片一事。之後鈴木敏夫的上司《Animage》編輯長尾形英夫建議宮崎駿可以先試著做出幾分鐘長度的《風之谷》短片，再來確認看看是否有拍攝成影片的可行性，宮崎駿也在對方的激勵下開始有意製作影片。在確認要進行製作《風之谷》動畫時，原先資助一方的德間書店集團有提出拍攝約半小時長度電視動畫的方案，宮崎駿則表示希望要製作出長度約70分鐘的作品，最後是在尾形英夫的反應下被敲定成是一部長度約110分鐘的電影動畫。
製作影片前，宮崎駿面臨到選擇製作人和找出製作場所方面的難題。當時宮崎駿中意的製作人人選是與他長年合作的前輩高畑勳，但起初高畑勳認為以自身的行事風格並不適合來擔任製作人，便未接受宮崎駿的要求，之後高畑勳是在鈴木敏夫的遊說之下，答應要求挺身出面。動畫的製作場地部份，鈴木敏夫在透過同事龜山修的消息之下，得知過去曾在東映動畫與宮崎駿和高畑勳共事過的人士原徹有成立一間名為Topcraft的動畫室，便讓宮崎駿去向原徹會面，以請求借用場地資源。
在之前為了要讓德間書店高層願意將《風之谷》翻拍成動畫，當時鈴木敏夫用盡方式設法讓對方點頭。之後他與龜山修刻意私下找來德間的宣傳部長遊玩骰子博弈遊戲並有意居下風，讓對方在心情愉悅以及欠人情的情況下趁機提出有關《風之谷》動畫化一事。
鈴木敏夫也在廣告公司博報堂來電詢問有關《風之谷》企劃時，臨時誇大《風之谷》原作漫畫的銷售量，想藉此讓對方感興趣出面贊助。當時在博報堂任職的宮崎駿弟弟宮崎至朗，也出面協助讓此片有上映發表的機會。其中在和博報堂攜手合作之前，玩具公司萬代曾是德間書店想尋找的夥伴，但此構想最後沒有成行。
動畫的製作是在1983年2月1日開始進行，宮崎駿也在漫畫連載至第16回時休刊全心投入執導。在耗時一年多時間繪製5萬多張畫數後於隔年3月2日完成，並在完工後沒多久的11日正式於戲院公開。

### 劇本內容
最早宮崎駿所想要做出的《風之谷》動畫長度僅約70分鐘，劇情上是孩童時期的娜烏西卡學習如何擔任一名御風使，以及會見她的劍術師傅猶巴、腐海森林裡王蟲的過程，是一部內容類似前傳的作品。之後採用介於原作漫畫第一、第二集之間的劇情來改編。
在確定要製作成將近兩小時長度的電影後，一開始有找來在《福星小子》電視版動畫裡擔任編劇的伊藤和典，來為宮崎駿的原作漫畫內容改寫劇本。其中伊藤和典想以劇中角色庫夏娜所屬的國度「多魯美奇亞」，來將電影版動畫改名成《多魯美奇亞戰記》，雖然當時宮崎駿對於《多魯美奇亞戰記》這名稱頗感興趣，但遭到製作人高畑勳表示該名稱無法表現出這是一部講述娜烏西卡的故事而反對。之後伊藤和典因身邊事務緣故退出製作團隊，留下讓宮崎駿自行完成電影劇本，但伊藤和典當時讓庫夏娜身上手臂是義肢的設定有採用在作品裡。
結局內容方面，原先宮崎駿計畫要讓娜烏西卡在面臨眾多大群王蟲時的那一幕就結束劃下句點，之後高畑勳及鈴木敏夫另提出「讓娜烏西卡被迎向而來的大群王蟲給弄傷身亡成為事後人們心中留下的傳奇」以及「讓娜烏西卡雖然被王蟲給弄傷身亡卻又再度復活」的兩種方案。最後宮崎駿在鈴木敏夫的提議下選擇現今娜烏西卡死而復生的結局。
其它放棄採用的橋段部分，有像是在劇情末段裡庫夏娜下令啓動巨神兵時，她身上裝設的人造子宮突然開始破水，之後她便在身上衣裳沾滿鮮血的模樣仍重新返回到戰場上。或是結尾處娜烏西卡與阿斯貝魯一同在風車上看著遠方的夕陽，這種類似青春劇風格的一幕。

### 作畫
在選擇Topcraft作為製作場所時，高畑勳為了確保畫面表現上的品質，對原先的Topcraft成員做了測試。但測試結束後因Topcraft成員的作畫能力多數達不到高畑勳的個人要求，讓他最後只願意不異動Topcraft原有的攝影人員，在作畫以及美術等部份人選則幾乎都重新找過。之後湊集中村光毅擔任此片的美術指導、小松原一男負責作畫指導、原畫部份則由金田伊功帶領的陣容。
嘗試的手法上，宮崎駿在劇中王蟲移動的畫面裡採用一種稱為「ゴムマルチ」的技術來交付給執導助手片山一良執行。該方法是將繪製王蟲軀幹的賽璐珞畫面切分成各部份，之後將各切分部份以繫帶相接，用拉動畫面配合攝影鏡頭的方式來表現出移動模樣。
影片的製作途中因仍有人力不足問題便在雜誌《Animage》上徵求動畫師，當時剛投入動畫界的庵野秀明在雜誌上得知消息後便前往東京向宮崎駿自薦。宮崎駿在看庵野攜帶的個人作品集後肯定對方的能力，讓他成為團隊的一員，並將作品末段裡巨神兵發射破壞光束攻擊來襲王蟲群的場面交付給他經手處理。之後由庵野繪製的巨神兵皮膚表層，達到宮崎駿想要呈現給觀眾一種「肉體帶有『黏性』」的感覺。

### 配音

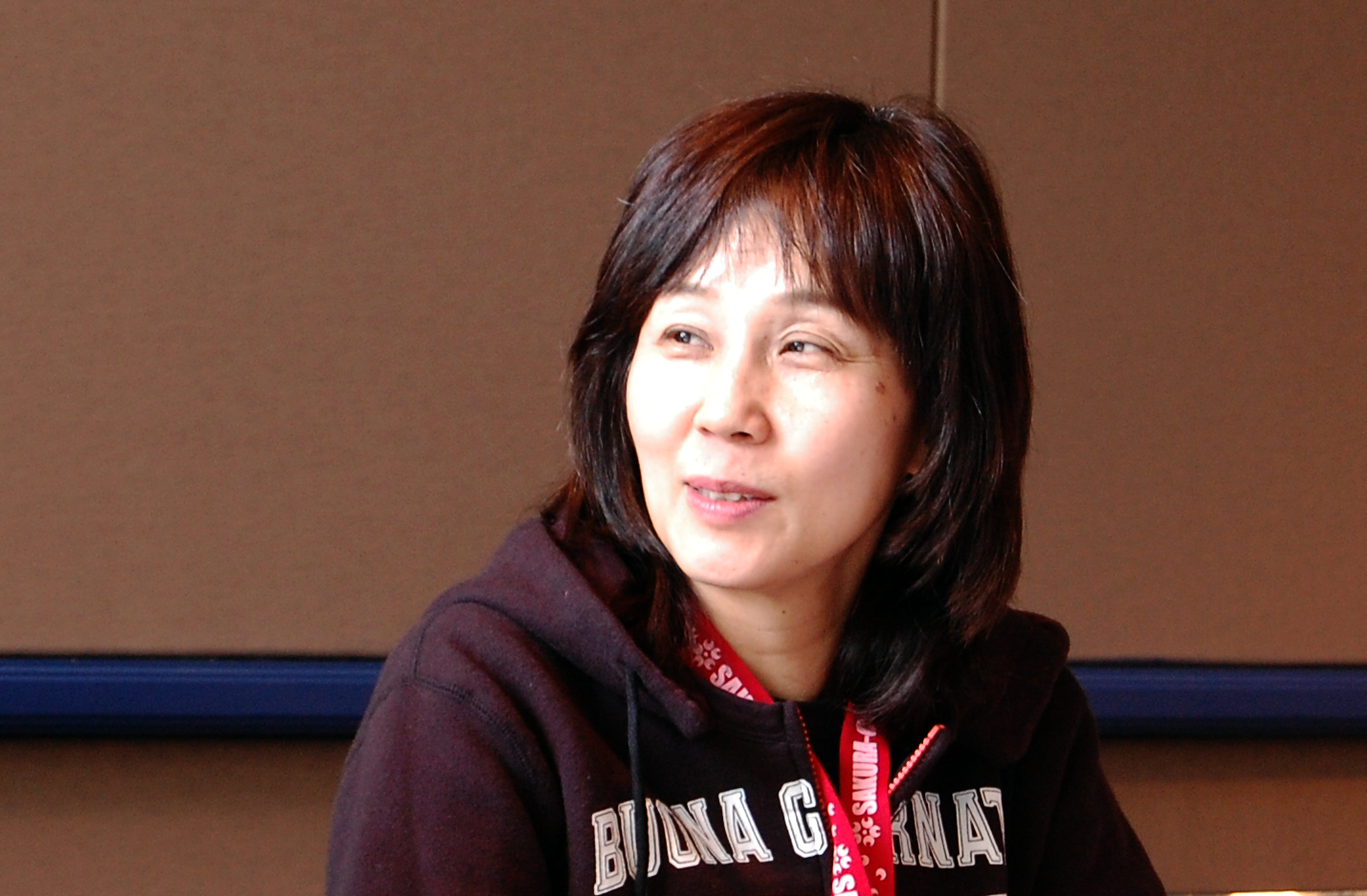
擔任劇中娜烏西卡配音的島本須美，此角色成為她往後聲優演出經歷的代表作之一。

主角娜烏西卡的配音人選，由先前曾在宮崎駿所執導《魯邦三世卡里奧斯特羅之城》裡替劇中女主角克蕾莉絲配音的島本須美擔任。當時島本須美在人選面試過程時，雖罹患感冒緣故導致發聲情況不佳，但仍被宮崎駿挑選下來希望能與她再次合作。宮崎駿對於島本須美為娜烏西卡配音的要求條件是「要比起男人更有男人模樣，比起女人更有女人味道」，而她在娜烏西卡回憶起小時一幕的演出表現也得到宮崎駿的肯定。
男主角阿斯貝魯是由當時僅十六歲，在電視劇《家族遊戲》演出而獲得關注的青年影星松田洋治擔任，多年後他有與島本須美一同在同由宮崎駿所執導的動畫《魔法公主》裡再次合作。
在一些需要特殊音效效果的場景部分，如劇情裡衆角色戴著防毒面具對話的段落裡，是採用紙杯套上橡皮筋作成類似面具模樣的小道具，來讓配音人員套上來錄製出的。巨型蟲子王蟲的鳴叫聲，則是請搖滾歌手布袋寅泰用吉他所演奏出的聲音。

### 配樂

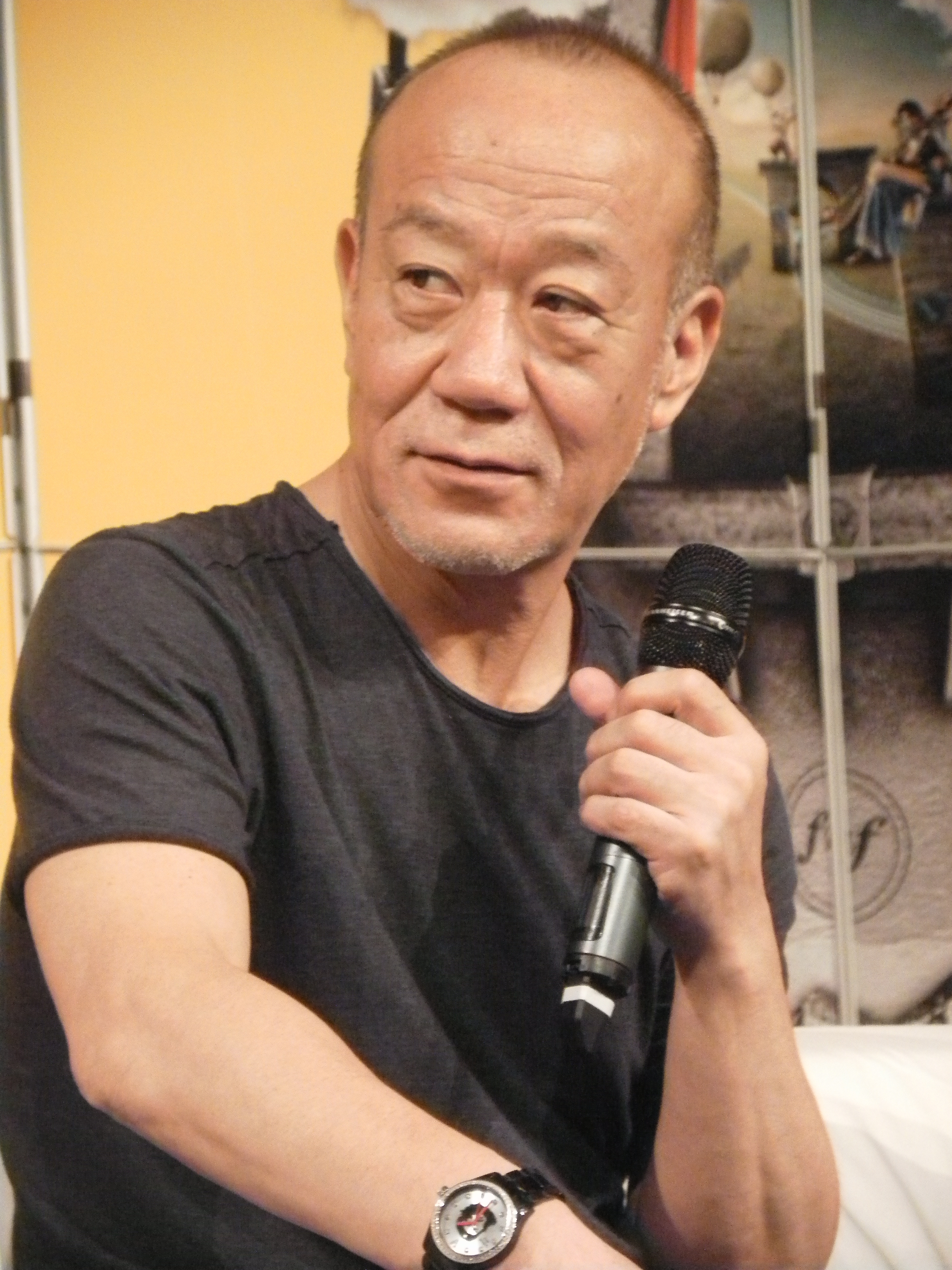
負責此動畫配樂的久石讓。當時高畑勳選擇他作為人選的決定，間接促成了往後宮崎駿與他的長年合作。

考慮到《風之谷》內容風格是史詩般壯大的動畫，宮崎駿等人難以挑選出適合擔任配樂的人選，當時雖曾考慮過坂本龍一、細野晴臣等人選但都無法敲定。之後德間日本傳播一方人士推薦了當時尚未特別有名氣的久石讓，高畑勳在評估對方之後，決定將他作為人選。
敲定好配樂人選之後，高畑勳另提了一個在對製作完成的動畫進行配樂之前，先做出「印象專輯」的方案。他指示要宮崎駿先寫出幾首描述此部作品的詩，來讓久石讓透過這些詩構想出之後會用在正式配樂上的雛形樂曲。
隨後久石讓在八個月內，完成了以合成器為中心，搭配歐洲德西馬琴與南美洲克納笛等民族樂器的印象專輯、和採用在影片配樂的原聲帶、以及額外製作出以管弦樂團演奏的交響曲版專輯以上三份成品。此期間他構想過八十種以上的樂曲，並有讓他當時四歲的女兒藤澤麻衣在影片裡娜烏西卡死而復活的段落中，詠唱該段搭配的音樂。
片尾的主題歌方面，原先一開始是計劃採用由松本隆作詞、細野清臣作曲、萩田光雄編曲、女星安田成美演唱的《風之谷的娜烏西卡》，但此歌曲內容因未能得到宮崎駿和高畑勳的青睞遭到捨棄，最後在影片結尾處是改用由久石讓創作的樂曲《鳥人》。而宮崎駿也曾向久石讓提議來將蘇聯歌手弗拉基米爾·維索茨基所創作的《地球之歌》（Песня О Земле）給改編曲調，再搭配自己所撰寫的歌詞來作為《風之谷》的片尾曲，但此提議因弗拉基米爾已去世的因素下，在取得版權方面有難度而放棄。

### 宣傳標語
此影片是鈴木敏夫首次接觸到宣傳事務的作品，他當時與曾替《永遠的大和號》、《銀河鐵道999》劇場版等動畫電影擔任過宣傳的德山雅也合作，替《風之谷》討論出好的宣傳標語。
之後博報堂一方人士也向鈴木敏夫提出他們所想到的「人類全滅亡？」這樣標語，不過遭到鈴木敏夫反對，他認為博報堂所想出的內容完全沒把作品要傳遞的主題給呈現出。而德山雅也想出的標語為「少女的愛呼喚奇蹟」，但鈴木敏夫對此內容覺得落於俗套而有所顧慮。德山雅也後續進一步向鈴木敏夫提出必須要更改片名的想法，他認為「風之谷」這幾個字讓觀眾不易理解，建議應改成《風之戰士娜烏西卡》。在標語不好決定以及被要求更改片名的情況時，鈴木敏夫詢問了高畑勳的看法，高畑勳表示著博報堂一方所想的標語確實不佳，德山雅也提出的部分則是可以接受他所想出的標語；但不應更改片名。
最後作品主要的宣傳標語是「少女的愛呼喚奇蹟」，另外在其它一小部份的廣告上也採用德山雅也另外想出的「火之七日改變地球…」，以及鈴木敏夫個人所提的「關愛樹林、與蟲交談、召喚風的鳥人…」等標語。

## 公開

### 上映

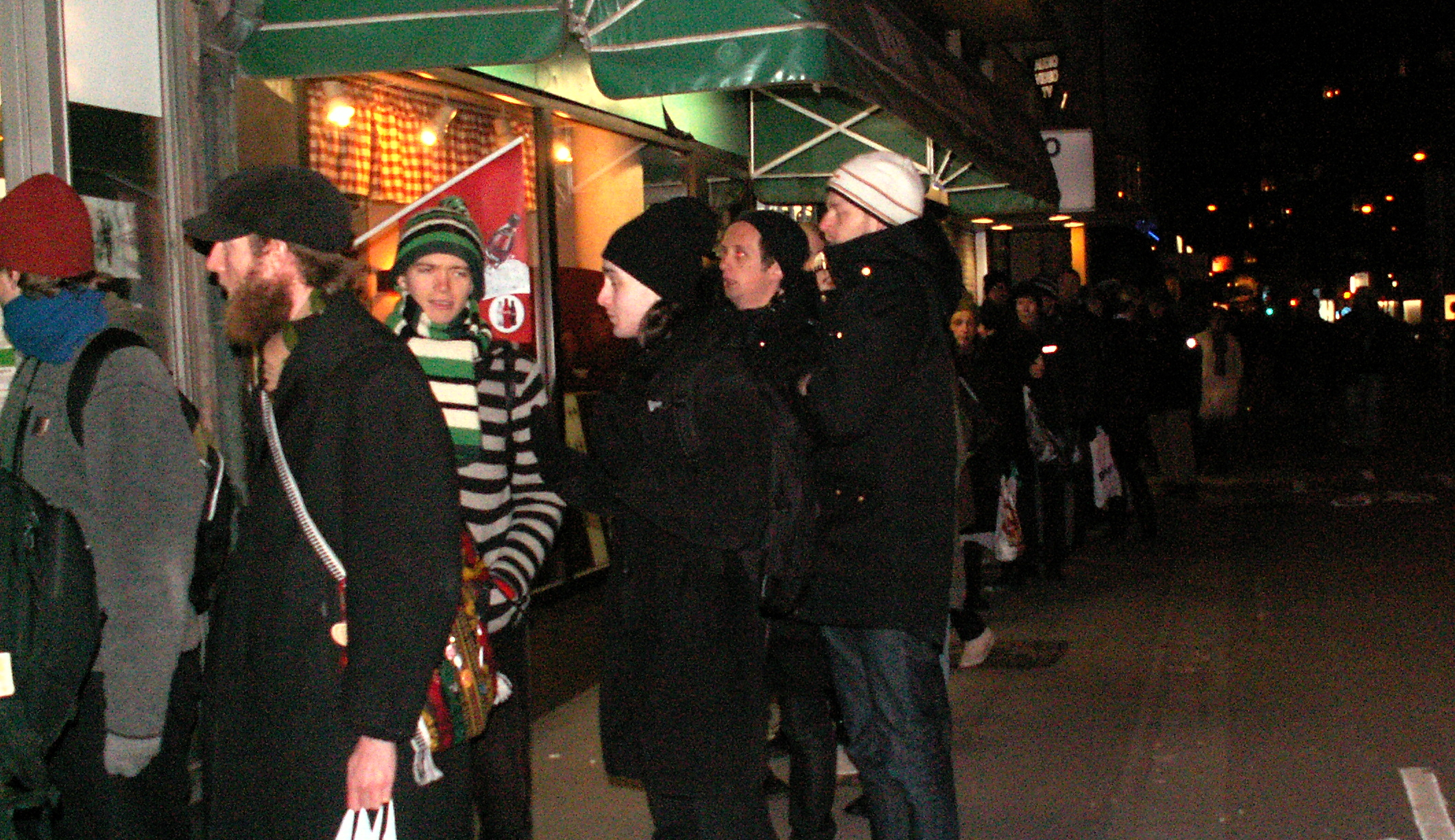
2009年2月17日於哥特堡的Bio Capitol戲院外，排隊等待入場《風之谷》在瑞典當地所舉辦首映會的民眾。

負責影片上映的東映公司起初並沒有特別對《風之谷》投入宣傳，之後靠德間書店社長德間康快親自會面東映社長岡田茂後，才讓對方有較積極的動作。
影片首映的當天有達到入場觀眾約2萬人、票房1億日圓左右的成績。在上映結束後累積共有約91萬民觀眾觀看，票房約14億日圓的成果。《風之谷》在當年衆多上映的日本動畫電影如《肯亞少年》、《福星小子2 綺麗夢中人》、《超人洛克》等作品裡勝出，但沒贏過《大雄的魔界大冒險》的17億日圓票房成績。
日本海外方面，香港是在1988年2月公開上映，之後創下1070萬港幣的票房成績並且是當時之前在香港當地票房成績最好的日本電影第三名。中國大陸曾於1992年引進並由上海電影譯制廠譯制該片，當時的譯名為《風谷少女》。歐美一帶則多以錄影帶方式發行，其中瑞典在2009年期間有將此片正式於當地上映。此片在日本海外各地的票房成績，最後合計換算約有172萬美元的收入。
電視上的首播是在1985年4月6日於日本電視台播放，當時有創下16.5%的收視率，往後在2000年2月11日的重播則高達23.8%。
2020年，因為新冠疫情的影響，本作於6月26日與《神隱少女》《魔法公主》《地海戰記》一起在日本重映，本電影票房獲得7.3億的成績。

### 外語版本爭議

1985年的《風之谷》北美版錄影帶封面

影片公司New World Pictures於1985年6月期間，在美國當地上映《風之谷》。但當時New World Pictures除了將片名修改成《風之戰士》（Warriors of the Wind）之外，另將影片剪輯縮短成97分鐘，其中劇中角色與場景名稱也被替換不少，如娜烏西卡的名字被換成「桑德拉公主」（Princess Zandra）、阿斯貝魯被改為「米洛王子」（Prince Milo）、腐海則是「毒叢林」（Toxic Jungle）。在劇情上New World Pictures有將一些節奏看起來「比較緩慢」的段落給刪減掉，導致當時《風之谷》英語配音人員在錄製中有難以融入劇情的狀況。到該年12月New World Pictures發行北美版的《風之谷》錄影帶，外盒上雖有請專人做重新繪製的封面，不過封面中出現許多劇情裡所沒有的角色，如持槍的金髮男子、骷髏造型戰士、騎乘飛馬的勇者等等，娜烏西卡也被繪製成身著緊身迷你裙的西洋金髮女郎風格造型。
最初宮崎駿並未得知New World Pictures的篡改行為，直至1985年9月期間他讀到《朝日新聞》刊登的文章《現今是動畫時代》才了解有此事並對該情況感到不悅。之後鈴木敏夫於1995年在安錫國際動畫影展上演講時，表示若有人曾看過過去北美版的《風之谷》希望他們能忘掉該版本的存在。1980年代的北美版內容問題，到2005年由華特迪士尼影業取得發行版權後做些重新配音、不異動影片長度並將譯名還原為《Nausicaä of the Valley of the Wind》後獲得解決。不過迪士尼所做的翻譯內容，有被多特蒙德工業大學的講師荻原-施克·繪里子（Eriko Ogihara-Schuck）指出迪士尼為了讓美國當地觀眾較好理解劇情，字幕上沒表現出日語原版所傳遞出的萬物有靈論訊息，這樣導致觀看迪士尼翻譯內容的觀眾會認為娜烏西卡是為了人類做出自我犧牲；而不是為了自然。
歐洲地方發行的版本起初也有類似北美版情況，德語版一開始發行的錄影帶將片名取為《星際戰士》（Sternenkrieger）。法語版由VIP International發行時片名被改為《幽靈船》（Le Vaisseau Fantôme），另一家法語片商Blue Kid's Video則是用《星星公主》（La Princesse des Etoiles）如此片名。德語和法語版，則分別各在2005和2007年期間重新推出還原內容的DVD版本。
在香港，宮崎駿動畫因《天空之城》的成功而受重視，亞洲影帶邀請徐克負責監製，陳嘉上負責配音編劇，邀請黃霑、陳慧嫻、沈殿霞等影視紅星錄製配音，但把台詞改成偏向賀歲片的詼諧內容。往後香港推出的VCD和DVD版本，則未有當時亞洲影帶亂改台詞的爭議情況，並在2011年的藍光版本中再一次重新選角配音。

## 反應

### 評價
| 媒體           | 累積評分 |
| -------------- | -------- |
| AllMovie       | [ 71 ]   |
| MUBI           | 4.1/5    |
| 爛番茄         | 91 / 100 |
| 網路電影資料庫 | 8.1 / 10 |

一些傳播媒體的看法上，網站動畫新聞網肯定《風之谷》劇中的角色設計、執導方式、配樂，認為此作品足以在過去至今的經典動畫清單裡佔有一席之地。Comicbook.com則提到雖然沒有明確證明，但2015年上映的《星際大戰》系列第七部電影《STAR WARS：原力覺醒》裡頭，有被影迷指出不少會令人聯想到《風之谷》的影子，包含劇中一些荒涼場景的鏡頭、女主角芮的面罩打扮與娜烏西卡戴上瘴氣面具模樣之間的相似度等等。
英國作家海倫·麥卡錫在個人著書《500部必看動畫電影》（500 Essential Anime Movies）裡，表示此部作品的強勢在於劇本內容、令人感到興奮與激動的橋段、以及配樂等方面。日本漫畫家星野桂提及《風之谷》是她在小學時觀賞多次，令她內心大受感動的個人最愛動畫。美國科幻小說家歐內斯特·卡倫巴赫認為此影片的一些橋段，恰巧與他的著作《生態烏托邦》裡談論內容有所共鳴，並認為是部有機會在美國上映成功的作品。
製作群之一的高畑勳認為此部影片帶給觀眾過去前所未見內容，在節奏上也拿捏得相當好，整體上具備所有賣座電影應有的條件，以他個人身為這部影片製作人的立場上，他認為《風之谷》達到完美一百分的成績；但若是身為宮崎駿朋友的立場上，他希望宮崎駿應該得從這部電影開始去朝向新的境界邁進，只願意打出三十分的成績。宮崎駿的友人動畫導演押井守表示《風之谷》從不是他個人喜愛的作品，他不認同劇中娜烏西卡一方面形象太過完美、一方面又像過去的布爾什維克黨派般地隨意訴諸武力，也批評沒有對觀眾解釋清楚在結尾處娜烏西卡是出於何種原因來願意做出自我犧牲。
宮崎駿則自評在片尾結局的部分雖然設法想排除宗教方面的色彩，但娜烏西卡最後復活被王蟲舉起在半空的那一幕，仍讓他感覺是帶有宗教意味的表現或是像在塑造聖女貞德般的形象，而成為他個人相當介意的地方。另外宮崎駿當時聽從鈴木敏夫的提議，將結局安排成娜烏西卡死而復活的內容，也讓他事後內心不時對此質疑這是否為正確的抉擇。

### 榮譽
- 文化廳優秀電影製作獎勵[4]
- 全國映連獎：日本電影作品部門第1名、日本電影作品獎第1名[4]
- 第1屆映像軟體大獎：影像部門動畫獎[4]
- 1984年第2屆AnimeFestival日本動畫大獎：最優秀作品獎[4]
- 1984年第7屆動漫雜誌《Animage》動畫大獎：作品獎[4]
- 1984年第8屆至1992年第15屆動漫雜誌《Animage》動畫大獎：歷代動畫第1名
- 1984年第13屆PIA出版社PIA十大電影：電影部門第2名[4]
- 1984年第39屆每日電影獎：大藤信郎獎[84]
- 1984年第58屆電影旬報TOP 10：年度日本十大電影第7名、讀者票選日本最佳電影第1名、讀者票選日本電影導演[85]
- 1985年第16屆日本SF大會星雲獎：多媒體部門第1名[86]
- 2006年日本媒體藝術100選：動畫部門第2名[87]
- 札格雷布SF奇幻慶典：第1名作品[4]
- 羅馬SF奇幻慶典：第1名作品[4]
- 第14屆巴黎SF奇幻慶典：特別審查委員獎[4]

### 列名項目
- 世界自然基金會：基金會推薦動畫[4]
- 英國電影協會：前十大動畫電影之一[88]
- 英國文化雜誌《Time Out》：史上100大動畫第96名[89]
- 美國流行雜誌《Paste》：史上100大動畫第24名[90]
- 法國娛樂網站Konbibi：史上100大科幻電影第21名[91]
- NHK電視臺票選：前100大動畫作品之一[92]
- RankinGoo網站調查：最想重看的吉卜力動畫第2名[93]
- 日本《藝術新潮（日语：芸術新潮）》2017年9月号：日本動畫100年10大最佳作品第5名（與《铁臂阿童木》、《魔法少女小圓》、《謝謝你，在世界的角落找到我》、《蜘蛛與鬱金香（日语：くもとちゅうりっぷ）》並列）[94]
- 日本網路雜誌2022年4月「Japan Web Magazine」評選30部不限年份的最佳日本動畫電影：第9名[95]。
- 《Paste (magazine)（英语：Paste (magazine)）》評選前100名不限年份的最佳日本動畫電影：第24名[96]。
- Metacritic影史百大動畫電影排名：第41名[97]。
- 2023年3月爛蕃茄：「根據爛番茄評論家評比，100部不限時間的最佳日本動畫電影」排行榜第68名[98]。

### 社會現象

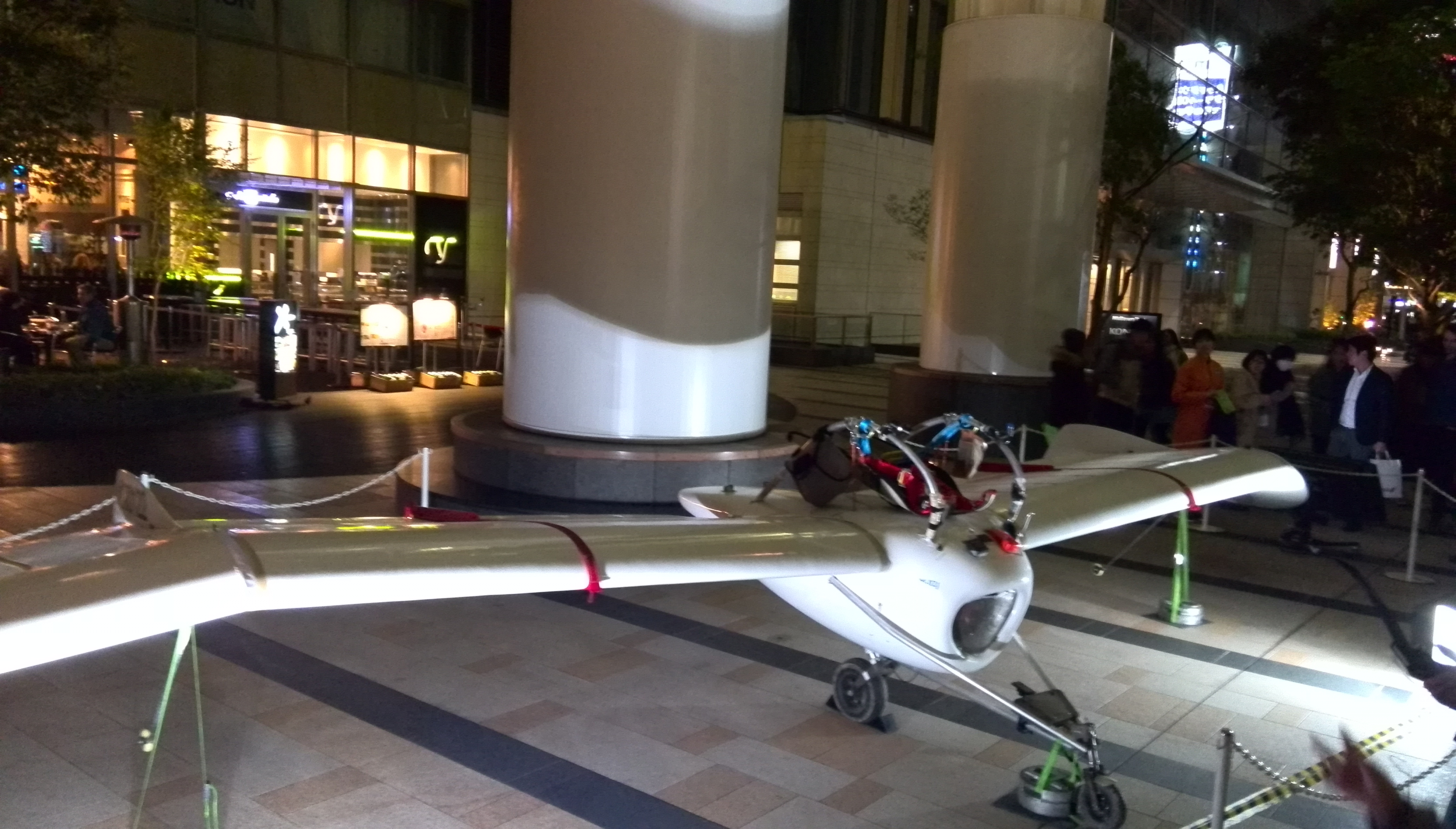
2014年於六本木展示，由八谷和彥設計仿造劇情中娜烏西卡所使用滑翔翼的「M-02J」。

《風之谷》上映後，多數大眾媒體將此片視為對於維護自然、保育環境方面的象徵作品。如1985年1月8日《朝日新聞》刊登的一篇探討自然問題的文章便引用此作品做為例子。1988年在奈良縣舉行的「奈良絲路博覽會」裡，會場中展示的一段內容關於由過去地球誕生至現代公害問題影片裡，也採用《風之谷》裡的一些場面。
作品裡登場的虛構飛行具方面，2003年日本新媒體藝術家八谷和彥以《Open Sky Project》為名義的專案，著手設計出劇中娜烏西卡所使用滑翔翼的仿真成品，之後依序弄出了一架名為「Möwe1/2」按原作設定二分之一比例的遙控機，以及兩架按原作一比一比例各名為「M-01」、「M-02」不俱馬達的滑翔機。到了2014年，八谷和彥做出除了按原作一比一比例之外，且具有噴射引擎的成品「M-02J」，M-02J在2014年夏季於北海道瀧川市公開飛行，並有在2016年達到飛行70公尺高度的記綠。

## 週邊

### 影片
錄影帶版本是在影片公開的同一月發行，之後在日本有賣出約12萬份的成績，也是當時Oricon的錄影帶銷售排行榜首。DVD版本則在上映的19年後，於2003年11月期間推出，之後有達到約75萬份的銷售量，並曾拿下2003年12月首週日本當地DVD影片銷售的第一名成績。
高畫質的藍光光碟版本，是在2010年夏季發行。《風之谷》藍光版推出之前，2009年年底吉卜力便有以影片《崖上的波妞》製作出公司首個的藍光動畫商品。之後日本華特迪士尼前去吉卜力，討論要將過去至今的吉卜力動畫重新做成一系列的藍光影碟發行。雖然當時日本華特迪士尼與吉卜力多數人士考慮先推出《天空之城》的藍光版，但鈴木敏夫獨排眾議，表明應先從《風之谷》開始推出。
鈴木敏夫會提議要先重新推出《風之谷》，是回想到先前宮崎駿在迪士尼頻道上，觀看經過數位技術調整色彩的迪士尼經典動畫時內心有所不滿，他認為將色彩給調整成過於清晰反而褻瀆了這些老作品。而製作《風之谷》時所用到的負片，在過去上映結束後有被保留下來，便想利用庫存的負片，來還原出當時呈現在劇院裡的色彩。之後鈴木敏夫請吉卜力攝影指導奧井敦處理這項請求，奧井敦則以一格一格掃描負片的手法，還原畫面到藍光版上，並依照宮崎駿建議來特別針對一些場景的綠色部分做出調整。最後奧井敦做出的藍光版畫面成果，有令宮崎駿忍不住感嘆落淚。藍光版上市後，有成為2010年7月週末期間日本影音市場藍光影片銷售的第一名，也與過去的《風之谷》錄影帶版與DVD版相同，都有拿下過影音銷售排行首位的紀錄。

### CD專輯
單曲
由女星安田成美演唱的歌曲，在推出後有列為Oricon排行榜裡的年度單曲第63名成績。
印象專輯
印象專輯在黑膠唱片、錄音帶、CD三種格式產品的銷售量加總約15萬份。
| 曲目                                   | 創作              |
| -------------------------------------- | ----------------- |
| 1.風之傳說（）                         | 作曲/編曲：久石讓 |
| 2.朝向遙遠之地（娜烏西卡主題曲）（）   | 作曲/編曲：久石讓 |
| 3.滑翔翼凧（）                         | 作曲/編曲：久石讓 |
| 4.巨神兵～多魯美奇亞軍～庫夏娜殿下（） | 作曲/編曲：久石讓 |
| 5.腐海（）                             | 作曲/編曲：久石讓 |
| 6.王蟲（）                             | 作曲/編曲：久石讓 |
| 7.土鬼軍的逆襲（）                     | 作曲/編曲：久石讓 |
| 8.戰鬥（）                             | 作曲/編曲：久石讓 |
| 9.朝向谷裡的道路（）                   | 作曲/編曲：久石讓 |
| 10.遙遠的日子（娜烏西卡主題曲）（）    | 作曲/編曲：久石讓 |
| 11.鳥人（娜烏西卡主題曲）（）          | 作曲/編曲：久石讓 |

原聲帶
原聲帶在黑膠唱片、錄音帶、CD三種格式產品的銷售量加總約28萬份，並曾在Oricon排行榜擠進週內專輯銷售的第8名成績。
| 曲目                          | 創作              |
| ----------------------------- | ----------------- |
| 1.風之谷的娜烏西卡（）        | 作曲/編曲：久石讓 |
| 2.王蟲的暴走（）              | 作曲/編曲：久石讓 |
| 3.風之谷（）                  | 作曲/編曲：久石讓 |
| 4.關愛蟲子的公主（）          | 作曲/編曲：久石讓 |
| 5.庫夏娜的侵略（）            | 作曲/編曲：久石讓 |
| 6.戰鬥（）                    | 作曲/編曲：久石讓 |
| 7.與王蟲的交流（）            | 作曲/編曲：久石讓 |
| 8.在腐海裡（）                | 作曲/編曲：久石讓 |
| 9.滅亡的培吉特（）            | 作曲/編曲：久石讓 |
| 10.滑翔翼凧與飛行艇的戰爭（） | 作曲/編曲：久石讓 |
| 11.甦醒的巨神兵（）           | 作曲/編曲：久石讓 |
| 12.娜烏西卡‧安魂曲（）        | 作曲/編曲：久石讓 |
| 13.鳥人（）                   | 作曲/編曲：久石讓 |

### 電子遊戲
德間書店有與旗下的Technopolis Soft製作了幾份改編自《風之谷》的遊戲。第一款是適用於NEC的PC-8800系列主機平台，與動畫同名的的冒險遊戲。第二款是用在NECPC-6001主機，名叫《娜烏西卡危機一髮》的射擊遊戲，內容是讓娜烏西卡駕著風之谷的砲艇，擊毀原作漫畫裡所登場國家「土鬼」一方所駕駛的飛行船。最後一款是使用在MSX主機，名叫《被遺忘的娜烏西卡遊戲》的作品，遊戲裡是讓娜烏西卡對抗土鬼一方，並且有要讓玩家擊倒王蟲的場合。而電子遊戲所改編的內容，都未能得到宮崎駿認同。

## 後續

### 吉卜力
《風之谷》上映雖獲得票房迴響，但原先的製作場所Topcraft在1985年便停止營運。之後為了讓高畑勳計劃拍攝的紀錄片《柳川堀割物語》能有足夠的預算資金，高畑勳、宮崎駿、鈴木敏夫等人便開始籌辦一間獨立的動畫室來拍攝作品賺取費用，後續所成立的工作室為現今的吉卜力工作室，並有邀請當時《風之谷》製作團隊裡的一些人員進入。
雖然《風之谷》是吉卜力工作室成立前就完成的作品，但事後動畫版權被歸類在吉卜力的名下，並被列為吉卜力的長篇動畫之一。

### 續集問題
影片上映結束後，德間書店一方曾希望宮崎駿能盡快推出《風之谷》的續集動畫，但當時宮崎駿無意為了商業目的推出續作。在推出吉卜力的首部電影動畫《天空之城》後，當時宮崎駿認為該部作品具備著和《風之谷》相同的「漫畫電影」要素，某種程度涵義上能視為是《風之谷》的姐妹作品。
之後小說家夢枕獏於1986年在雜誌《Animage》上與宮崎駿對談時，對於宮崎駿所提到原作漫畫裡巨神兵的未來情節走向很感興趣，便提議對方往後若有機會，可以嘗試作出《風之谷》動畫續集。參與過《風之谷》動畫團隊的庵野秀明後續也曾提議想以劇中庫夏娜為主角，來作出《風之谷》的外傳，但宮崎駿對於庵野的企劃內容純粹在描述戰爭，而否決了他的提議。
在1993年期間原作漫畫劇情已來到末段即將連載結束之時，宮崎駿仍表示未有拍攝動畫續作的意圖。到了2013年9月6日宮崎駿在個人引退的記者會上，對於媒體詢問也表示並沒有預定製作《風之谷》續集的想法。
雖無續集方面的推出，不過在2012年期間庵野秀明有與特效導演樋口真嗣合作，拍攝出以巨神兵為主角來入侵21世紀東京的特攝短片《巨神兵現身東京》。